# Dracophyllum alticola
Dracophyllum alticola är en ljungväxtart som beskrevs av Albert Ulrich Däniker. Dracophyllum alticola ingår i släktet Dracophyllum och familjen ljungväxter. Inga underarter finns listade i Catalogue of Life.